# Scrittura cancelleresca

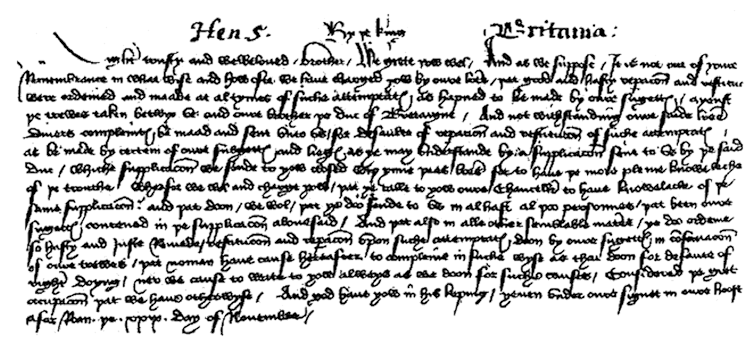
Scrittura cancelleresca inglese. Lettera facsimile da Enrico V d'Inghilterra, 1418.

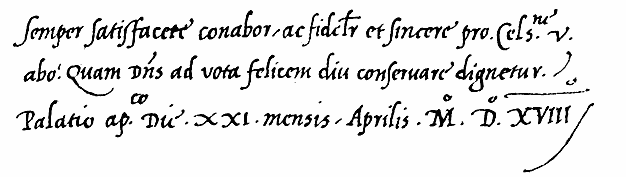
Scrittura cancelleresca corsiva. Lettera papale a Cristiano II di Danimarca, 21 aprile 1518 (Royal Archives)

La scrittura cancelleresca è una grafia che nasce dal contesto documentario delle cancellerie per poi diffondersi anche nel contesto librario. Ludovico degli Arrighi presenta il nuovo tipo di carattere descrivendolo come un corsivo dal tratto elegante e funzionale, cercando di formalizzarne i vari aspetti calligrafici. Si tratta di una scrittura con discreto successo e per questo conosce una rapida diffusione. La scrittura cancelleresca identifica un ambiente molto più variegato e aperto nel contesto scrittorio: rispetto alle precedenti scritture, infatti, oltre che ad essere utilizzata da soggetti colti, verrà adoperata anche in contesti notarili e da scriventi occasionali.
Le lettere caratterizzanti:
- "d" con l'asta ascendente caratterizzata da un'apicatura a bandiera;
- "g" con l'asta discendente che ripiega su se stessa.

Tra il XIII-XIV sec. la scrittura cancelleresca sarà fondamentale per l'alfabetizzazione italiana di tutti quei soggetti che conoscevano il volgare e che lo vedono utilizzato, oltre al latino, nella produzione.
Una stilizzazione particolarmente diffusa in Piemonte, per via delle influenze francesi, sarà la cosiddetta scrittura bastarda, caratterizzata dall'unione dello stile della textualis (evoluzione della scrittura gotica) e della scrittura cancelleresca. La sua massima diffusione si ha nel XVI sec.